# Festival de sculptures sur glace et de neige de Harbin
Pour les articles homonymes, voir Festival de la neige.
Le festival de sculptures sur glace et de neige de Harbin (哈尔滨国际冰雪节， pinyin: Hā'ěrbīn Guójì Bīngxuě Jié) est un événement annuel depuis 1963 mais qui a été interrompu entre le début de la Révolution culturelle et 1985. 
Harbin, République populaire de Chine, est la capitale de la province de Heilongjiang au climat très froid en hiver. La température moyenne en janvier est de −16,8 °C mais peut atteindre −38,1 °C fréquemment. La population a par conséquent développé une culture intimement liée à la neige et à la glace. Son festival a pris une envergure internationale depuis plusieurs années.

## Description
Le festival débute le 5 janvier et dure au moins un mois. Cependant, les attractions ouvrent souvent leurs portes avant le début officiel et se poursuivent après la fin, si la température le permet. Les sculptures sur glace vont des sujets traditionnels du folklore chinois, comme les lanternes, aux plus modernes scènes incorporant des lasers. Elles se retrouvent dans plusieurs parcs de la ville, et des visites guidées sont organisées. 
La matière première provient de la rivière voisine, la Songhua. Dès début décembre, plusieurs milliers d'ouvriers commencent à découper les blocs. En 2008, 120 000 mètres cubes ont été utilisés.
Le festival comprend également des activités pour tous, allant du ski alpin à Yabuli, jusqu'à une compétition de nage dans la rivière gelée et des expositions de lanternes de glace au jardin Zhaolin.
Lancé dans les années 1960, le festival n'a pris son essor que récemment, avec les réformes économiques et la volonté de la ville, autrefois un bastion industriel de l'économie collectiviste, de se moderniser et de s'ouvrir au monde. Le festival accueille chaque année quelque 800 000 visiteurs, dont 90 % sont chinois et le reste vient des pays asiatiques voisins.

## Renommée

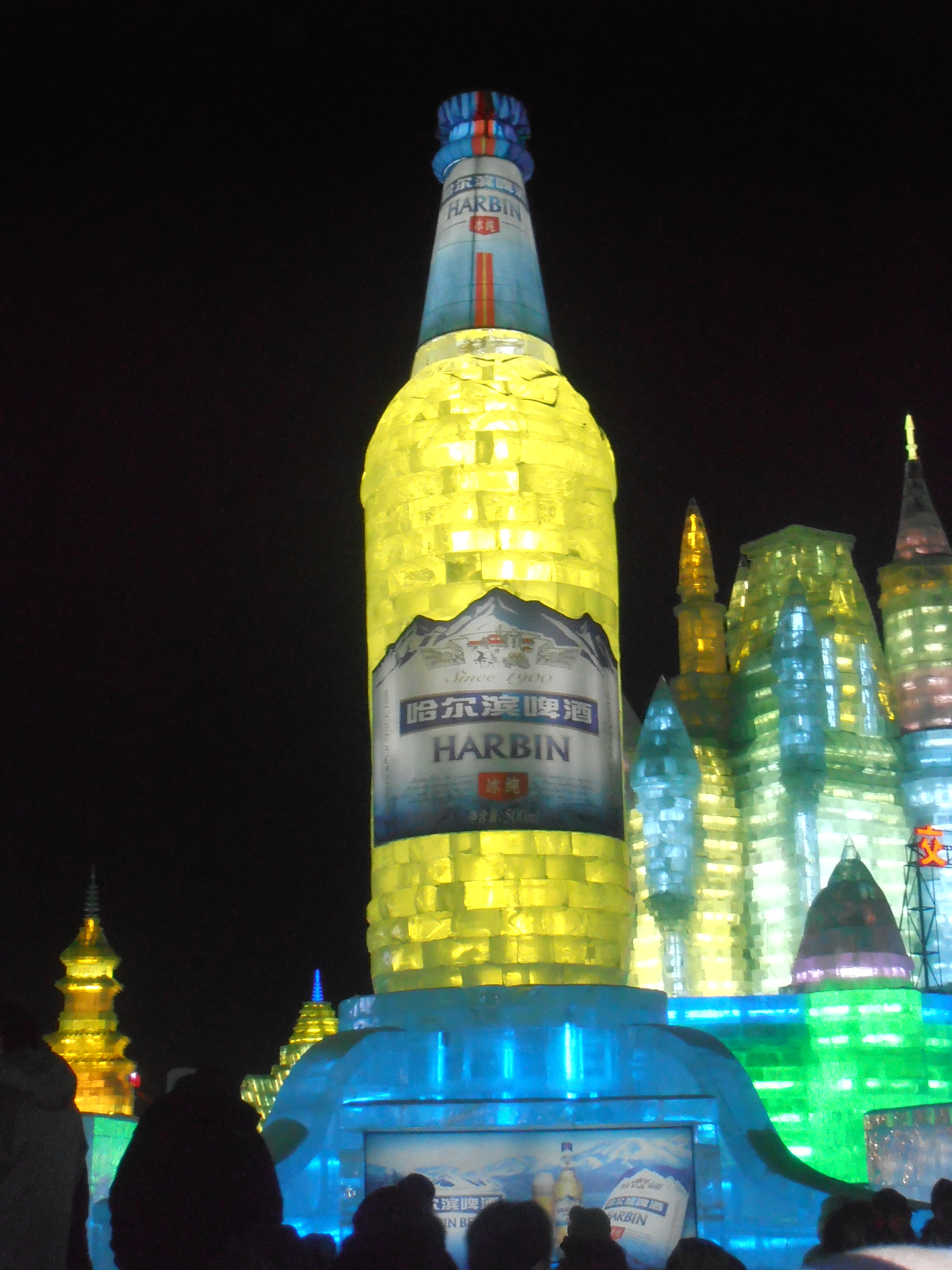
Bière Harbin (sponsor de l'évènement) faite de glace au Festival de sculptures sur glace et de neige de Harbin

Il s'agit de l'un des quatre festivals de sculptures sur glace et de neige les plus connus au monde. Il rivalise avec le Festival de la neige de Sapporo, au Japon, le Carnaval de Québec, au Canada, et le Festival de musique de glace de Geilo, en Norvège. 
Des concurrents viennent de plusieurs pays pour y participer et des sculpteurs de Harbin ont plusieurs fois participé à d'autres festivals internationaux. En 2007, le thème du Festival était in memoriam du docteur canadien Norman Bethune, un héros de la 8e armée de marche de Mao Zedong durant la Guerre sino-japonaise (1937-1945). Une des sculptures représentant les chutes du Niagara et la traversée du Détroit de Béring par les Amérindiens, fait de 13 000 m3 de neige, est entrée au livre Guinness des records comme la plus grosse jamais faite (250 m par 9 m).